# Кубок Сербии и Черногории по футболу
Кубок Сербии и Черногории по футболу — ныне не существующий футбольный турнир на выбывание, в котором определялся обладатель национального кубка. Турнир был основан в 2003 году после того, как окончательно распалась республика Югославия. Формат кубка не изменился, за исключением названия. Турнир проводился 4 года вплоть до распада республики Сербия и Черногория. В турнире доминировали сербские клубы, в основном Црвена Звезда, четырежды доходя до финала и два выиграв из них; черногорские же никогда не доходили до финала. Примечателен тот факт, что другой сербский гранд Партизан не доходил даже до финала.

## Преемники кубка
После распада республики Сербия и Черногория на Сербию и Черногорию обе страны получили свои турниры. У Черногории были проблемы с образованием собственного турнира, так как основным преемником старого кубка должна была стать Сербия, соответственно и сам трофей должен был перейти в эту страну. После долгих переговоров, Черногория всё же основала собственный турнир с новым трофеем.
- Сербия — Кубок Сербии по футболу (2006 — настоящее время)
- Черногория — Кубок Черногории по футболу (2006 — настоящее время)

## Финалы кубка
| Сезон | Победитель    | Счёт      | Финалист                  | Прим. |
| ----- | ------------- | --------- | ------------------------- | ----- |
| 2003  | Сартид        | 1:0 (дв.) | Црвена Звезда             | [ 1 ] |
| 2004  | Црвена Звезда | 1:0       | Будучност (Банатски-Двор) | [ 2 ] |
| 2005  | Железник      | 1:0       | Црвена Звезда             | [ 3 ] |
| 2006  | Црвена Звезда | 4:2 (дв.) | ОФК                       | [ 4 ] |

## Выступления клубов
| Клуб                      | Победитель | Финалист | Сезон      |
| ------------------------- | ---------- | -------- | ---------- |
| Црвена Звезда             | 2          | 2        | 2004, 2006 |
| Сартид                    | 1          | 0        | 2003       |
| Железник                  | 1          | 0        | 2005       |
| Будучност (Банатски-Двор) | 0          | 1        |            |
| ОФК                       | 0          | 1        |            |